# 330P/Catalina
330P/Catalina è una cometa periodica appartenente alla famiglia delle comete gioviane; la cometa è stata scoperta dal Catalina il 5 novembre 1999, la sua riscoperta il 13 settembre 2015 ha permesso di numerarla.
Unica particolarità della cometa è di avere una MOID relativamente piccola col pianeta Saturno, questo ha consentito il 9 dicembre 1990 un passaggio ravvicinato tra i due corpi celesti di sole 0,179 ua.